# خیرآباد (شیراز)
خیرآباد (ارژن)، روستایی از توابع بخش ارژن شهرستان شیراز در استان فارس ایران است.

## جمعیت
این روستا در دهستان قره چمن قرار دارد و براساس سرشماری مرکز آمار ایران در سال ۱۳۸۵، جمعیت آن ۹۸۱ نفر (۲۰۳خانوار) بوده‌است.